# Rheinfelden (Svizzera)
Rheinfelden (toponimo tedesco) è un comune svizzero di 13 360 abitanti del Canton Argovia, nel distretto di Rheinfelden, del quale è capoluogo; ha lo status di città.

## Geografia fisica
Rheinfelden sorge sul fiume Reno, in un tratto nel quale costituisce il confine tra Svizzera e Germania; dall'altra parte del fiume si trova la città tedesca Rheinfelden.

## Monumenti e luoghi d'interesse

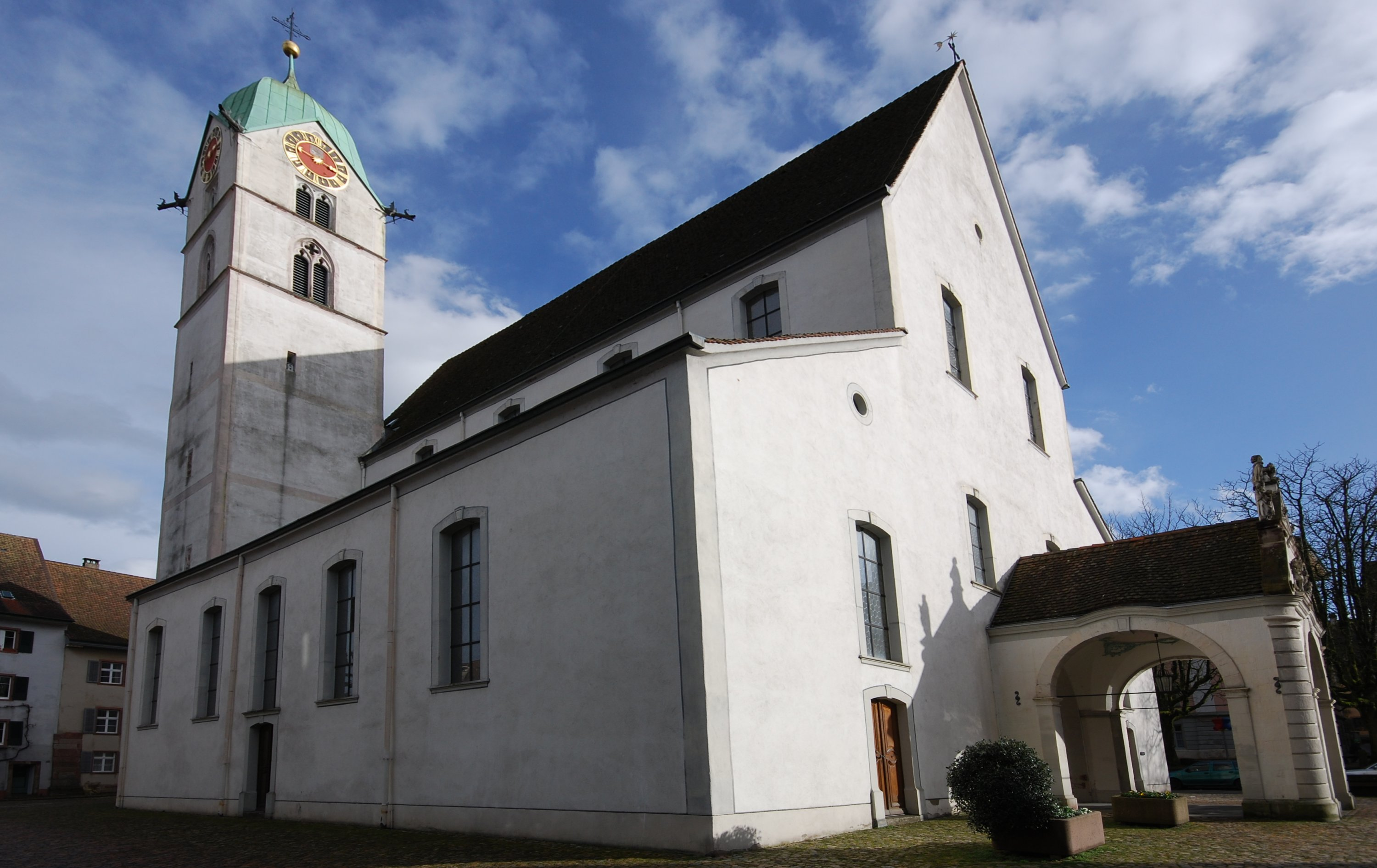
La chiesa cattolica cristiana di San Martino

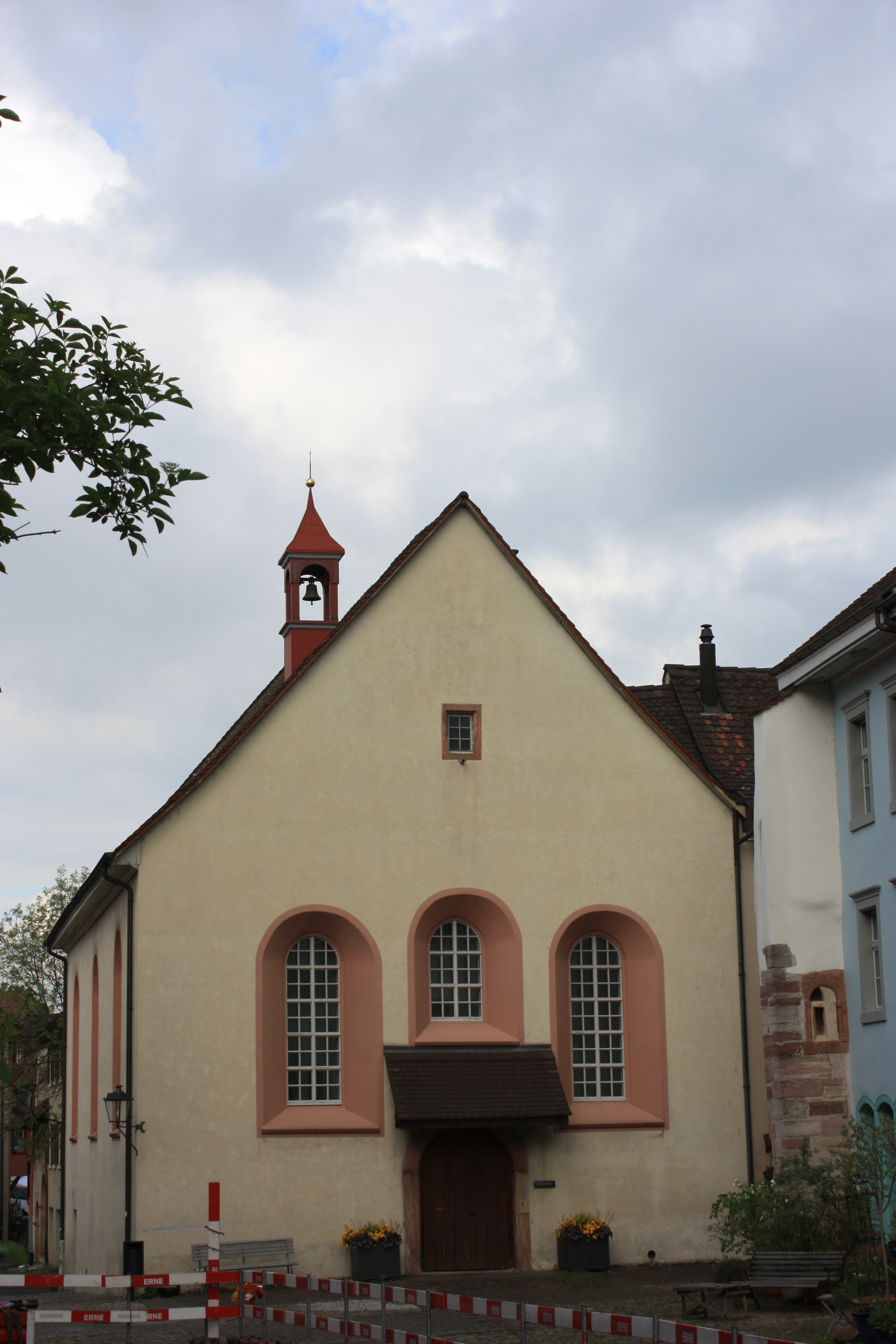
La chiesa del convento dei cappuccini

- Chiesa cattolica cristiana di San Martino, eretta nell'XI secolo e ricostruita nel 1769-1772[1];
- Convento dei cappuccini, fondato nel 1595 e secolarizzato nel 1804[1].

## Società

### Evoluzione demografica
L'evoluzione demografica è riportata nella seguente tabella:
Abitanti censiti

## Economia
Una centrale idroelettrica costruita nel 1898, una delle prime sorte in Svizzera, fu demolita nel 2011, malgrado un'accesa campagna per la sua salvaguardia condotta dall'Heimatschutz Svizzera. La città ospita anche la fabbrica di birra Feldschlösschen.

## Infrastrutture e trasporti

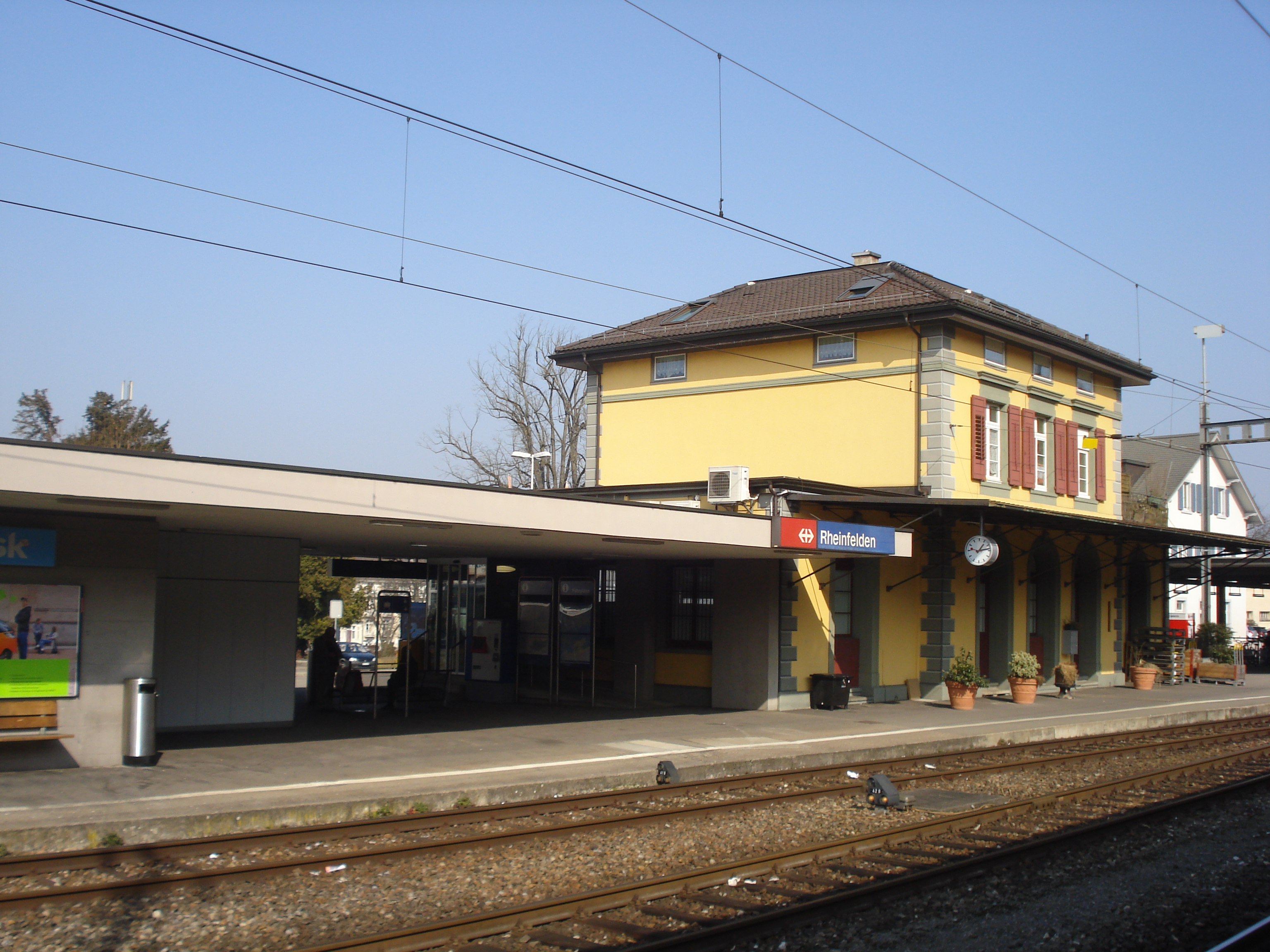
La stazione di Rheinfelden

Rheinfelden è servito dall'omonima stazione sulla ferrovia Bözbergbahn (linea S1 della rete celere di Basilea).

## Amministrazione
Ogni famiglia originaria del luogo fa parte del cosiddetto comune patriziale e ha la responsabilità della manutenzione di ogni bene ricadente all'interno dei confini del comune.